# Ліліан Тюрам
Ліліа́н Тюра́м (фр. Lilian Thuram; народився 1 січня 1972 року в Пуент-а-Пітрі, Гваделупа) — французький футболіст, що завершив кар'єру в 2008 році через проблеми із серцем. Грав на позиції правого чи центрального захисника. У складі національної збірної Франції ставав чемпіоном світу та Європи. 

## Біографія
Перш, ніж почати кар'єру футболіста, Тюрам збирався стати католицьким священиком (згодом прийняв іслам), але вчасно відкрив у собі футбольні таланти. Його професійна кар'єра почалася у клубі «Монако» 1991 року. Згодом він переїхав до Італії, де 10 років виступав за клуби «Парма» та «Ювентус». У складі туринського клубу він 4 рази ставав чемпіоном Італії (однак команду було позбавлено двох останніх чемпіонських титулів після скандалу про договірні матчі в Серії А). Провів два сезони за «Барселону», після чого 2008 року повернувся до Франції, де збирався укласти контракт із клубом «Парі Сен-Жермен». Однак медичне обстеження в Парижі виявило в Тюрама проблеми із серцем, що змусили його у віці 36 років завершити ігрову кар'єру.
За національну команду Франції Тюрам зіграв понад 140 матчів і встановив рекорд за кількістю зіграних за цю збірну матчів. Він забив у збірній лише два м'ячі, причому обидва в півфінальному матчі чемпіонату світу 1998 проти збірної Хорватії — завдяки його голам Франція виграла 2:1 та пройшла до фіналу. Також він брав участь у складі Франції у Чемпіонатах світу 1998, 2002, 2006 та Чемпіонатах Європи 1996, 2000 та 2004. Після Чемпіонату світу 2006 року він вирішив завершити виступи за національну збірну (вже не вперше), однак пізніше передумав і відгукнувся на виклик до збірної на матчі відбіркового турніру до Чемпіонату Європи 2008. 9 червня 2008 року Тюрам у першому матчі Євро 2008 проти Румунії став першим гравцем, що зіграв 15 матчів у фінальній стадії чемпіонатів Європи. Тим самим він випередив Зідана, Фігу та Поборскі, в яких налічується по 14 виступів. 17 червня 2008 року після останнього матчу в групі С Франція-Італія 0-2 Ліліан разом із Клодом Макелеле оголосив про завершення кар'єри у збірній.

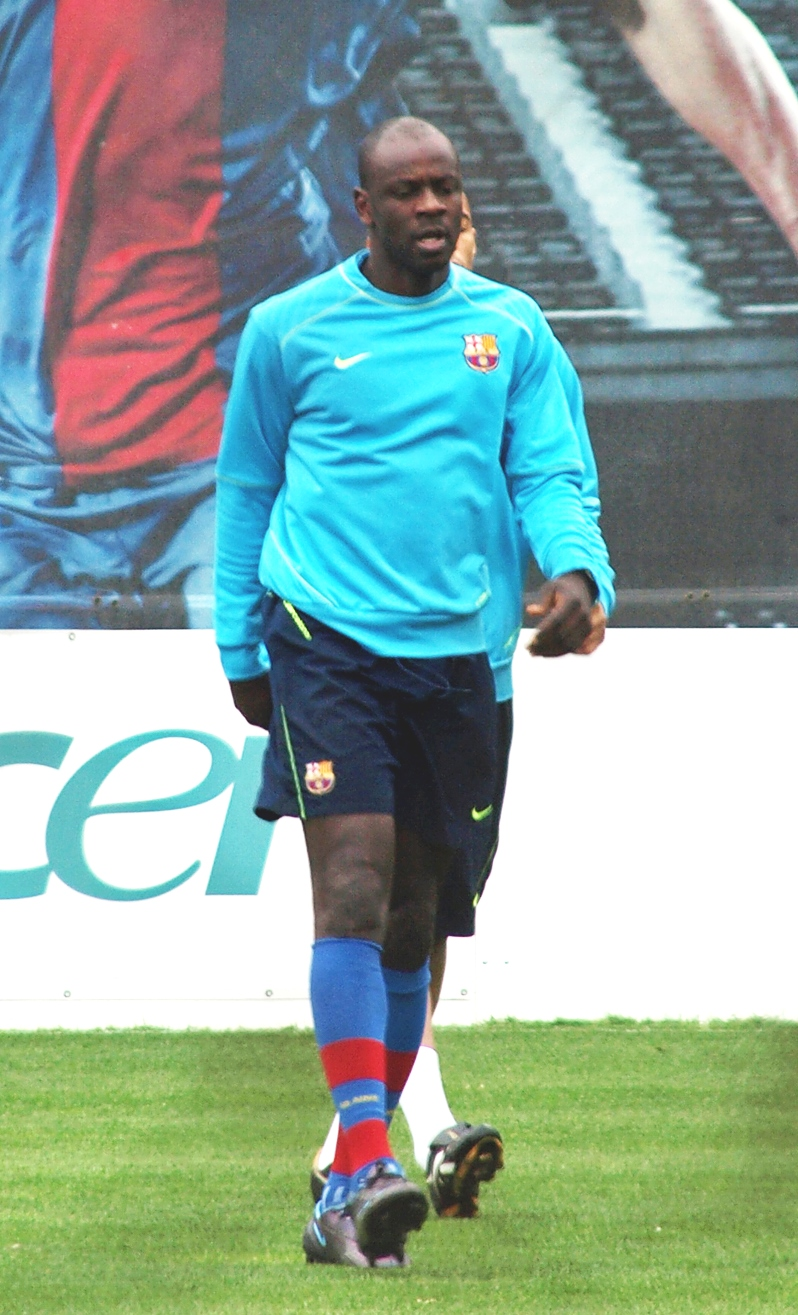
Тюрам у формі Барселони 2008 рік

Тюрам увійшов до списку 125 найвеличніших із нині живих футболістів, названих Пеле у березні 2004 року.
| Дата       | Місто              | Господарі         | Результат             | Гості             | Турнір                | Голи | Примітки       |
| ---------- | ------------------ | ----------------- | --------------------- | ----------------- | --------------------- | ---- | -------------- |
| 17-8-1994  | Бордо              | Франція           | 2 – 2                 | Чехія             | товариський матч      | -    |                |
| 18-1-1995  | Утрехт             | Нідерланди        | 0 – 1                 | Франція           | товариський матч      | -    |                |
| 22-7-1995  | Осло               | Норвегія          | 0 – 0                 | Франція           | товариський матч      | -    |                |
| 16-8-1995  | Париж              | Франція           | 1 – 1                 | Польща            | Відбір до ЧЄ 1996     | -    |                |
| 6-9-1995   | Осер               | Франція           | 10 – 0                | Азербайджан       | Відбір до ЧЄ 1996     | -    |                |
| 11-10-1995 | Бухарест           | Румунія           | 1 – 3                 | Франція           | Відбір до ЧЄ 1996     | -    |                |
| 21-2-1996  | Нім                | Франція           | 3 – 1                 | Греція            | товариський матч      | -    |                |
| 27-3-1996  | Брюссель           | Бельгія           | 0 – 2                 | Франція           | товариський матч      | -    |                |
| 29-5-1996  | Страсбург          | Франція           | 2 – 0                 | Фінляндія         | товариський матч      | -    |                |
| 1-6-1996   | Штутгарт           | Німеччина         | 0 – 1                 | Франція           | товариський матч      | -    |                |
| 5-6-1996   | Вільнев-д'Аск      | Франція           | 2 – 0                 | Вірменія          | товариський матч      | -    |                |
| 10-6-1996  | Ньюкасл-апон-Тайн  | Франція           | 1 – 0                 | Румунія           | ЧЄ 1996 - 1-й етап    | -    |                |
| 15-6-1996  | Лідс               | Франція           | 1 – 1                 | Іспанія           | ЧЄ 1996 - 1-й етап    | -    |                |
| 18-6-1996  | Ньюкасл-апон-Тайн  | Франція           | 3 – 1                 | Болгарія          | ЧЄ 1996 - 1-й етап    | -    |                |
| 22-6-1996  | Ліверпуль          | Франція           | 0 – 0 (5-4 п.п.)      | Нідерланди        | ЧЄ 1996 - чвертьфінал | -    |                |
| 26-6-1996  | Манчестер          | Франція           | 0 – 0 (5-6 п.п.)      | Чехія             | ЧЄ 1996 - півфінал    | -    |                |
| 31-8-1996  | Париж              | Франція           | 2 – 0                 | Мексика           | товариський матч      | -    |                |
| 9-10-1996  | Париж              | Франція           | 4 – 0                 | Туреччина         | товариський матч      | -    |                |
| 9-11-1996  | Копенгаген         | Данія             | 1 – 0                 | Франція           | товариський матч      | -    |                |
| 22-1-1997  | Брага              | Португалія        | 0 – 2                 | Франція           | товариський матч      | -    |                |
| 26-2-1997  | Париж              | Франція           | 2 – 1                 | Нідерланди        | товариський матч      | -    |                |
| 2-4-1997   | Париж              | Франція           | 1 – 0                 | Швеція            | товариський матч      | -    |                |
| 3-6-1997   | Ліон               | Франція           | 1 – 1                 | Бразилія          | товариський турнір    | -    |                |
| 7-6-1997   | Монпельє           | Франція           | 0 – 1                 | Англія            | товариський турнір    | -    |                |
| 11-6-1997  | Париж              | Франція           | 2 – 2                 | Італія            | товариський турнір    | -    |                |
| 11-10-1997 | Ланс               | Франція           | 2 – 1                 | ПАР               | товариський матч      | -    |                |
| 12-11-1997 | Сент-Етьєн         | Франція           | 2 – 1                 | Шотландія         | товариський матч      | -    |                |
| 28-1-1998  | Сен-Дені           | Франція           | 1 – 0                 | Іспанія           | товариський матч      | -    |                |
| 25-2-1998  | Марсель            | Франція           | 3 – 3                 | Норвегія          | товариський матч      | -    |                |
| 25-3-1998  | Москва             | Росія             | 1 – 0                 | Франція           | товариський матч      | -    |                |
| 22-4-1998  | Стокгольм          | Швеція            | 0 – 0                 | Франція           | товариський матч      | -    |                |
| 27-5-1998  | Касабланка         | Бельгія           | 0 – 1                 | Франція           | товариський матч      | -    |                |
| 5-6-1998   | Гельсінкі          | Фінляндія         | 0 – 1                 | Франція           | товариський матч      | -    |                |
| 12-6-1998  | Марсель            | Франція           | 3 – 0                 | ПАР               | ЧС 1998 - 1-й етап    | -    |                |
| 18-6-1998  | Марсель            | Франція           | 4 – 0                 | Саудівська Аравія | ЧС 1998 - 1-й етап    | -    |                |
| 28-6-1998  | Ланс               | Франція           | 1 – 0                 | Парагвай          | ЧС 1998 - 1/8 фіналу  | -    |                |
| 3-7-1998   | Сен-Дені           | Італія            | 0 – 0 (3-4 п.п.)      | Франція           | ЧС 1998 - чвертьфінал | -    |                |
| 8-7-1998   | Сен-Дені           | Франція           | 2 – 1                 | Хорватія          | ЧС 1998 - півфінал    | 2    |                |
| 12-7-1998  | Сен-Дені           | Бразилія          | 0 – 3                 | Франція           | ЧС 1998 - Фінал       | -    | Чемпіони світу |
| 19-8-1998  | Відень             | Австрія           | 2 – 2                 | Франція           | товариський матч      | -    |                |
| 5-9-1998   | Рейк'явік          | Ісландія          | 1 – 1                 | Франція           | Відбір до ЧЄ 2000     | -    |                |
| 10-10-1998 | Москва             | Росія             | 2 – 3                 | Франція           | Відбір до ЧЄ 2000     | -    |                |
| 20-1-1999  | Марсель            | Франція           | 1 – 0                 | Марокко           | товариський матч      | -    |                |
| 10-2-1999  | Лондон             | Англія            | 0 – 2                 | Франція           | товариський матч      | -    |                |
| 27-3-1999  | Сен-Дені           | Франція           | 0 – 0                 | Україна           | Відбір до ЧЄ 2000     | -    |                |
| 31-3-1999  | Сен-Дені           | Франція           | 2 – 0                 | Вірменія          | Відбір до ЧЄ 2000     | -    |                |
| 5-6-1999   | Сен-Дені           | Франція           | 2 – 3                 | Росія             | Відбір до ЧЄ 2000     | -    |                |
| 18-8-1999  | Белфаст            | Північна Ірландія | 0 – 1                 | Франція           | товариський матч      | -    |                |
| 4-9-1999   | Київ               | Україна           | 0 – 0                 | Франція           | Відбір до ЧЄ 2000     | -    |                |
| 8-9-1999   | Єреван             | Вірменія          | 2 – 3                 | Франція           | Відбір до ЧЄ 2000     | -    |                |
| 9-10-1999  | Сен-Дені           | Франція           | 3 – 2                 | Ісландія          | Відбір до ЧЄ 2000     | -    |                |
| 13-11-1999 | Сен-Дені           | Франція           | 3 – 0                 | Хорватія          | товариський матч      | -    |                |
| 23-2-2000  | Сен-Дені           | Франція           | 1 – 0                 | Польща            | товариський матч      | -    |                |
| 29-3-2000  | Глазго             | Шотландія         | 0 – 2                 | Франція           | товариський матч      | -    |                |
| 26-4-2000  | Сен-Дені           | Франція           | 3 – 2                 | Словенія          | товариський матч      | -    |                |
| 28-5-2000  | Загреб             | Хорватія          | 0 – 2                 | Франція           | товариський матч      | -    |                |
| 4-6-2000   | Касабланка         | Японія            | 2 – 2                 | Франція           | товариський матч      | -    |                |
| 11-6-2000  | Брюгге             | Франція           | 3 – 0                 | Данія             | ЧЄ 2000 - 1-й етап    | -    |                |
| 16-6-2000  | Брюгге             | Чехія             | 1 – 2                 | Франція           | ЧЄ 2000 - 1-й етап    | -    |                |
| 25-6-2000  | Брюгге             | Іспанія           | 1 – 2                 | Франція           | ЧЄ 2000 - чвертьфінал | -    |                |
| 28-6-2000  | Брюссель           | Франція           | 2 – 1                 | Португалія        | ЧЄ 2000 - півфінал    | -    |                |
| 2-7-2000   | Роттердам          | Франція           | 2 – 1                 | Італія            | ЧЄ 2000 - Фінал       | -    | 2-й титул      |
| 2-9-2000   | Сен-Дені           | Франція           | 1 – 1                 | Англія            | товариський матч      | -    |                |
| 4-10-2000  | Сен-Дені           | Франція           | 1 – 1                 | Камерун           | товариський матч      | -    |                |
| 7-10-2000  | Йоганнесбург       | ПАР               | 0 – 0                 | Франція           | товариський матч      | -    |                |
| 15-11-2000 | Стамбул            | Туреччина         | 0 – 4                 | Франція           | товариський матч      | -    |                |
| 25-4-2001  | Сен-Дені           | Франція           | 4 – 0                 | Португалія        | товариський матч      | -    |                |
| 15-8-2001  | Нант               | Франція           | 1 – 0                 | Данія             | товариський матч      | -    |                |
| 1-9-2001   | Сантьяго           | Чилі              | 2 – 1                 | Франція           | товариський матч      | -    |                |
| 6-10-2001  | Сен-Дені           | Франція           | 4 – 1                 | Алжир             | товариський матч      | -    |                |
| 13-2-2002  | Сен-Дені           | Франція           | 2 – 1                 | Румунія           | товариський матч      | -    |                |
| 17-4-2002  | Сен-Дені           | Франція           | 0 – 0                 | Росія             | товариський матч      | -    |                |
| 18-5-2002  | Сен-Дені           | Франція           | 1 – 2                 | Бельгія           | товариський матч      | -    |                |
| 26-5-2002  | Сувон              | Південна Корея    | 2 – 3                 | Франція           | товариський матч      | -    |                |
| 31-5-2002  | Сеул               | Сенегал           | 1 – 0                 | Франція           | ЧС 2002 - 1-й етап    | -    |                |
| 6-6-2002   | Пусан              | Уругвай           | 0 – 0                 | Франція           | ЧС 2002 - 1-й етап    | -    |                |
| 11-6-2002  | Інчхон             | Данія             | 2 – 0                 | Франція           | ЧС 2002 - 1-й етап    | -    |                |
| 21-8-2002  | Радес              | Туніс             | 1 – 1                 | Франція           | товариський матч      | -    |                |
| 7-9-2002   | Нікосія            | Кіпр              | 1 – 2                 | Франція           | Відбір до ЧЄ 2004     | -    |                |
| 12-10-2002 | Сен-Дені           | Франція           | 5 – 0                 | Словенія          | Відбір до ЧЄ 2004     | -    |                |
| 16-10-2002 | Аттард             | Мальта            | 0 – 4                 | Франція           | Відбір до ЧЄ 2004     | -    |                |
| 20-11-2002 | Сен-Дені           | Франція           | 3 – 0                 | Югославія         | товариський матч      | -    |                |
| 12-2-2003  | Сен-Дені           | Франція           | 0 – 2                 | Чехія             | товариський матч      | -    |                |
| 29-3-2003  | Ланс               | Франція           | 6 – 0                 | Мальта            | Відбір до ЧЄ 2004     | -    |                |
| 2-4-2003   | Палермо            | Ізраїль           | 1 – 2                 | Франція           | Відбір до ЧЄ 2004     | -    |                |
| 18-6-2003  | Ліон               | Франція           | 1 – 0                 | Колумбія          | Кубок Конфедерацій    | -    |                |
| 22-6-2003  | Сен-Дені           | Франція           | 5 – 0                 | Нова Зеландія     | Кубок Конфедерацій    | -    |                |
| 26-6-2003  | Сен-Дені           | Франція           | 3 – 2                 | Туреччина         | Кубок Конфедерацій    | -    |                |
| 29-6-2003  | Сен-Дені           | Франція           | 1 – 0                 | Камерун           | Кубок Конфедерацій    | -    |                |
| 20-8-2003  | Лансі              | Швейцарія         | 0 – 2                 | Франція           | товариський матч      | -    |                |
| 6-9-2003   | Сен-Дені           | Франція           | 5 – 0                 | Кіпр              | Відбір до ЧЄ 2004     | -    |                |
| 10-9-2003  | Любляна            | Словенія          | 0 – 2                 | Франція           | Відбір до ЧЄ 2004     | -    |                |
| 11-10-2003 | Сен-Дені           | Франція           | 3 – 0                 | Ізраїль           | Відбір до ЧЄ 2004     | -    |                |
| 15-11-2003 | Гельзенкірхен      | Німеччина         | 0 – 3                 | Франція           | товариський матч      | -    |                |
| 18-2-2004  | Брюссель           | Бельгія           | 0 – 2                 | Франція           | товариський матч      | -    |                |
| 31-3-2004  | Роттердам          | Нідерланди        | 0 – 0                 | Франція           | товариський матч      | -    |                |
| 20-5-2004  | Сен-Дені           | Франція           | 0 – 0                 | Бразилія          | товариський матч      | -    |                |
| 28-5-2004  | Монпельє           | Франція           | 4 – 0                 | Андорра           | товариський матч      | -    |                |
| 6-6-2004   | Сен-Дені           | Франція           | 1 – 0                 | Україна           | товариський матч      | -    |                |
| 13-6-2004  | Лісабон            | Франція           | 2 – 1                 | Англія            | ЧЄ 2004 - 1-й етап    | -    |                |
| 17-6-2004  | Лейрія             | Хорватія          | 2 – 2                 | Франція           | ЧЄ 2004 - 1-й етап    | -    |                |
| 21-6-2004  | Коїмбра            | Швейцарія         | 1 – 3                 | Франція           | ЧЄ 2004 - 1-й етап    | -    |                |
| 25-6-2004  | Лісабон            | Франція           | 0 – 1                 | Греція            | ЧЄ 2004 - чвертьфінал | -    |                |
| 17-8-2005  | Монпельє           | Франція           | 3 – 0                 | Кот-д'Івуар       | товариський матч      | -    |                |
| 3-9-2005   | Ланс               | Франція           | 3 – 0                 | Фарерські острови | Відбір до ЧС 2006     | -    |                |
| 7-9-2005   | Дублін             | Ірландія          | 0 – 1                 | Франція           | Відбір до ЧС 2006     | -    |                |
| 8-10-2005  | Берн               | Швейцарія         | 1 – 1                 | Франція           | Відбір до ЧС 2006     | -    |                |
| 12-10-2005 | Сен-Дені           | Франція           | 4 – 0                 | Кіпр              | Відбір до ЧС 2006     | -    |                |
| 9-11-2005  | Фор-де-Франс       | Франція           | 3 – 2                 | Коста-Рика        | товариський матч      | -    |                |
| 12-11-2005 | Сен-Дені           | Франція           | 0 – 0                 | Німеччина         | товариський матч      | -    |                |
| 1-3-2006   | Сен-Дені           | Франція           | 1 – 2                 | Словаччина        | товариський матч      | -    |                |
| 27-5-2006  | Сен-Дені           | Франція           | 1 – 0                 | Мексика           | товариський матч      | -    |                |
| 31-5-2006  | Ланс               | Франція           | 2 – 0                 | Данія             | товариський матч      | -    |                |
| 7-6-2006   | Сент-Етьєн         | Франція           | 3 – 1                 | КНР               | товариський матч      | -    |                |
| 13-6-2006  | Штутгарт           | Франція           | 0 – 0                 | Швейцарія         | ЧС 2006 - 1-й етап    | -    |                |
| 18-6-2006  | Лейпциг            | Франція           | 1 – 1                 | Південна Корея    | ЧС 2006 - 1-й етап    | -    |                |
| 23-6-2006  | Кельн              | Того              | 0 – 2                 | Франція           | ЧС 2006 - 1-й етап    | -    |                |
| 27-6-2006  | Ганновер           | Іспанія           | 1 – 3                 | Франція           | ЧС 2006 - 1/8 фіналу  | -    |                |
| 1-7-2006   | Франкфурт-на-Майні | Бразилія          | 0 – 1                 | Франція           | ЧС 2006 - чвертьфінал | -    |                |
| 5-7-2006   | Мюнхен             | Португалія        | 0 – 1                 | Франція           | ЧС 2006 - півфінал    | -    |                |
| 9-7-2006   | Берлін             | Італія            | 1 – 1 д.ч. (5-3 п.п.) | Франція           | ЧС 2006 - Фінал       | -    | 2-ге місце     |
| 2-9-2006   | Тбілісі            | Грузія            | 0 – 3                 | Франція           | Відбір до ЧЄ 2008     | -    |                |
| 6-9-2006   | Сен-Дені           | Франція           | 3 – 1                 | Італія            | Відбір до ЧЄ 2008     | -    |                |
| 7-10-2006  | Глазго             | Шотландія         | 1 – 0                 | Франція           | Відбір до ЧЄ 2008     | -    |                |
| 11-10-2006 | Монбельяр          | Франція           | 5 – 0                 | Фарерські острови | Відбір до ЧЄ 2008     | -    |                |
| 15-11-2006 | Сен-Дені           | Франція           | 1 – 0                 | Греція            | товариський матч      | -    |                |
| 24-3-2007  | Каунас             | Литва             | 0 – 1                 | Франція           | Відбір до ЧЄ 2008     | -    |                |
| 28-3-2007  | Сен-Дені           | Франція           | 1 – 0                 | Австрія           | товариський матч      | -    |                |
| 2-6-2007   | Сен-Дені           | Франція           | 2 – 0                 | Україна           | Відбір до ЧЄ 2008     | -    |                |
| 6-6-2007   | Осер               | Франція           | 1 – 0                 | Грузія            | Відбір до ЧЄ 2008     | -    |                |
| 8-9-2007   | Мілан              | Італія            | 0 – 0                 | Франція           | Відбір до ЧЄ 2008     | -    |                |
| 12-9-2007  | Париж              | Франція           | 0 – 1                 | Шотландія         | Відбір до ЧЄ 2008     | -    |                |
| 13-10-2007 | Торсгавн           | Фарерські острови | 0 – 6                 | Франція           | Відбір до ЧЄ 2008     | -    |                |
| 17-10-2007 | Нант               | Франція           | 2 – 0                 | Литва             | Відбір до ЧЄ 2008     | -    |                |
| 16-11-2007 | Сен-Дені           | Франція           | 2 – 2                 | Марокко           | товариський матч      | -    |                |
| 21-11-2007 | Київ               | Україна           | 2 – 2                 | Франція           | Відбір до ЧЄ 2008     | -    |                |
| 6-2-2008   | Малага             | Іспанія           | 1 – 0                 | Франція           | товариський матч      | -    |                |
| 26-3-2008  | Сен-Дені           | Франція           | 1 – 0                 | Англія            | товариський матч      | -    |                |
| 27-5-2008  | Гренобль           | Франція           | 2 – 0                 | Еквадор           | товариський матч      | -    |                |
| 3-6-2008   | Сен-Дені           | Франція           | 0 – 0                 | Колумбія          | товариський матч      | -    |                |
| 9-6-2008   | Цюрих              | Румунія           | 0 – 0                 | Франція           | ЧЄ 2008 - 1-й етап    | -    |                |
| 13-6-2008  | Берн               | Нідерланди        | 4 – 1                 | Франція           | ЧЄ 2008 - 1-й етап    | -    |                |
| Усього     |                    | Матчів            | 142                   |                   | Голів                 | 2    |                |

## Досягнення
- Чемпіон світу: 1998
- Віце-чемпіон світу: 2006
- Чемпіон Європи: 2000
- Володар Кубку конфедерацій 2003.
- Володар Кубка Франції (1): 1990/91.
- Володар Кубку УЄФА (1): 1998/99.
- Володар Кубку Італії (1): 1998/99.
- Володар Суперкубку Італії (3): 1999, 2002, 2003.
- Володар Суперкубку Іспанії (1): 2006.
- Чемпіон Італії (2): 2001/02, 2002/03 (титули 2004/05 та 2005/06 відібрані).
- Французький футболіст року 1997 року.

## Особисте життя
Одружений, є два сини — Маркус (1997) і Хефрен (2001) — також футболісти.
Кузен, Йоанн Тюрам-Юльєн — воротар клубу «Монако», влітку 2010 року відданий в оренду клубу «Тур».